# Emil Kraepelin
Emil Kraepelin (15. února 1856 – 7. října 1926) byl německý psychiatr, jeden ze zakladatelů moderní psychiatrie, konkrétně psychofarmakologie a psychiatrické genetiky. Věřil v biologické příčiny psychopatologie.
Byl žákem Paula Flechsiga (mimochochem hrdiny známé knihy Daniela Paula Schrebera Pamětihodnosti nervově nemocného) na Univerzitě v Lipsku.
Kraepelin zastával názor, že psychická onemocnění jsou analogií tělesných nemocí a pokusil se o jejich klasifikaci. Zavedl také dva pojmy pro označení psychotických stavů: manio-deprese a dementia praecox. První pojem se užívá dodnes, druhý byl vytlačen pojmem schizofrenie, který zavedl Eugen Bleuler.
Spolu s Aloisem Alzheimerem se podílel na objevu Alzheimerovy choroby a její neurologické podstaty.